# Arroyito
Arroyito is een plaats in het Argentijnse bestuurlijke gebied San Justo in de provincie Córdoba. De plaats telt 19.577 inwoners.